# Karl Trützschler von Falkenstein
Karl Ludwig Trützschler von Falkenstein (* 19. August 1786 in Neuwied; † 4. November 1866 in Königsberg) war ein preußischer Generalleutnant.

## Leben

### Herkunft
Die Familie Trützschler von Falkenstein gehören zum Uradel des Vogtlandes, wo sie ab 1400 Falkenstein mit Oberlautenbach und Dorfstadt besaßen. Mit Runrad († 1458) teilte sich das Geschlecht in drei Hauptlinien: zu Oberlauterbach, zu Falkenstein und zu Ellefeld. Die erste ist die, die allen noch blühende, während die zweite, nachdem sie Falkenstein an die Oberlauterbacher verkauft hatte, Ende des 18., und die dritte Anfang des 19. Jahrhunderts unter Heimfall von Ellefeld an die Krone Sachsen ausstarb.
Karls Urgroßeltern waren Adam Friedrich Trützschler (* 1683; † 28. Mai 1746 in Plöneck) und Marie Sophie von Raab (*; † 26. Februar 1756), Eltern von Christoph Weichmann von Trützschler (* 1718 in Moderwitz; † 28. Mai 1796 in Tiefenbach bei Wetzlar), Fürstl. Wied. Oberleutnant in Neuwied und Albertine Johannette von Naurath († 24. Dezember 1778 in Neuwied).
Karl war der Sohn des preußischen Kapitäns a. D. Georg Friedrich KarlTrützschler von Falkenstein (* 28. Oktober 1756; † 25. Juli 1837) und dessen Ehefrau Marie Luise, geborene von Perlet (Berlett) (1764–1854).

### Militärkarriere
Trützschler trat am 1. April 1799 als Gefreitenkorporal in die 2. Magdeburgische Füsilier-Brigade der Preußischen Armee ein und avancierte bis April 1803 zum Sekondeleutnant. Im Vierten Koalitionskrieg kämpfte er in der Schlacht bei Jena und geriet auf dem Rückzug Mitte Oktober 1806 in Gefangenschaft.
Nach dem Frieden von Tilsit schloss Trützschler sich 1809 dem Korps Schill an und dafür wurde zu einem halben Jahr Festungshaft verurteilt. Am 9. Juni 1812 wurde er dem 9. Infanterie-Regiment zugeteilt und als Kriegskommissar im Etappenort Pankin angestellt. Als Kapitän und Kompanieführer war er ab Juni 1813 im 3. Pommerschen Landwehr-Infanterie-Regiment tätig und nahm während der Befreiungskriege an der Belagerung von Stettin, dem Sturm auf Wittenberg und dem Gefecht bei Reims teil. Er kämpfte in der Schlacht bei Laon und erhielt für die Schlacht bei Paris das Eiserne Kreuz II. Klasse.
Am 18. Mai 1816 wurde Trützschler dem 30. Infanterie-Regiment, sowie am 31. März 1817 dem 5. Infanterie-Regiment aggregiert. Daran schloss sich vom 30. März 1818 bis zum 16. März 1820 eine Verwendung als Kompaniechef im 35. Infanterie-Regiment an. Anschließend folgte seine Versetzung in das 37. Infanterie-Regiment. Dort wurde Trützschler am 15. September 1826 mit Patent vom 12. April 1826 zum Major befördert und stieg am 30. März 1839 zum Oberstleutnant auf. Man beauftragte ihn am 30. März 1840 zunächst mit der Führung des 3. Infanterie-Regiments und ernannte Trützschler am 10. September 1840 unter gleichzeitiger Beförderung zum Oberst zum Kommandeur dieses Verbandes. Für ein Jahr war er dann Kommandeur der 15. Infanterie-Brigade in Köln, bevor Trützschler am 27. März 1847 mit der Beförderung zum Generalmajor die 2. Infanterie-Brigade in Danzig übernahm. Da sein Kommandierender General Friedrich zu Dohna-Schlobitten ihn für die Führung einer Division als nicht geeignet beurteilte, nahm Trützschler am 29. Juni 1848 unter Verleihung des Roten Adlerordens II. Klasse mit Eichenlaub seinen Abschied mit Pension. Nach seiner Verabschiedung erhielt er Mitte September 1856 noch den Charakter als Generalleutnant. Er verstarb am 4. November 1866 in Königsberg.

### Familie
Karl Ludwig Trützschler von Falkenstein heiratete am 31. Dezember 1810 in Kolberg Johanne Friederike Karoline Karow (* 2. Dezember 1792 in Kolberg; † 27. Oktober 1838 in Luxemburg). Das Paar hatte sieben Kinder:
- Emma Eleonore Constanze Luise (* 21. Mai 1812 in Kolberg; † 29. Mai 1893 in Erfurt) ⚭ 1. März 1839 Friedrich Julius von Rekowski (* 1804; † 21. Dezember 1869), Königl. Preuß. Generalmajor
- Eveline Heloise Alexandrine (* 23. März 1814 in Kolberg; † 1882 in Erfurt) ⚭ 2. Oktober 1869 Ernst Robert Theodor Freiherr von Schrötter (* 7. Juli 1809; † 21. April 1862 in Mainz), königlich preußischer Oberst und Kommandeur des 7. Rhein. Infanterie-Regiments Nr. 69
- Adelheid Johanne Karoline Adolfine (* 24. Juni 1815 in Stettin; † 14. September 1899 in Erfurt)
- Rasalie (* 14. September 1816; † 12. Juli 1819)
- Julie Antonie Clementine (* 24. September 1819; † 8. September 1820)
- Karl Louis (* 8. Juli 1824 in Thorn; † 9. Mai 1891 in Berlin), Premier-Leutnant
  - ⚭ I. 18. Mai 1849 Hedwig Elise Florentine Wilhelmine Elbe (* 16. Oktober 1828 in Dresow; † 22. Mai 1851)
  - ⚭ II. 22. Mai 1853 Ernestine Sophie Karoline Helene Josephe Emma von Schweinitz (* 23. August 1827 in Mainz; † 1912 in Johannesthal bei Berlin), Tochter von Ernst von Schweinitz (* 5. September 1785; † 25. Mai 1857) ⚭ 12. September 1808 Karoline Christiane Tugendreich von Mauschwitz (* 1788; † 1863)
- Louis Ferdinand (* 3. März 1826 in Thorn) ⚭ 28. September 1847 in Molstow/Greifenberg Marie Auguste Emilie Neste (* 6. August 1831; † 27. Mai 1891)

Nach dem Tod seiner ersten Frau heiratete er am 16. Dezember 1842 in Königsberg Bertha Schäfer, verwitwete Frommer (* 12. Mai 1800 in Berlin; † 21. Mai 1877 in Königsberg).